# Maoutia gracilis
Maoutia gracilis är en nässelväxtart som beskrevs av H. Winkl.. Maoutia gracilis ingår i släktet Maoutia och familjen nässelväxter. Inga underarter finns listade i Catalogue of Life.